# Хенриета Тодорова
Хенриета Тодорова е българска археоложка, специалистка по праистория, професор, член-кореспондент на Българска академия на науките, член-кореспондент на Германския археологически институт в Берлин, задграничен член на Обществото за науки „Лайбниц“ в Берлин.

## Биография
Родена е като Хенриета Теодор Бланк на 25 февруари 1933 година в град София, Царство България, в немско-българското семейство на Теодор Бланк и Мария Статкова. Баба ѝ Параскева (Кета) Захариева Статкова (Печеняшка) е дъщеря на Ценка Христова Савова (Печеняшка), сестра на Стефанаки Савов. Има по-малка сестра Елза. След Деветосептемврийския преврат променя бащиното си име от Теодор на Тодорова. В началото на 50-те години на 20-ти век се жени за Августин Вайс от Словакия, с когото имат син – Иван, който също е археолог.  По-късно бракът им е разтрогнат, но запазва фамилното име Вайсова. Има втори брак с Йордан Симеонов, с когото имат дъщеря – Ивета. Този брак също е разтрогнат.
Започва висшето си образование в Софийския университет. Завършва го през 1954 година в Университета „Коменски“ - Братислава, специалност „история и философия“. През 1964 година защитава кандидатска дисертация (докторат) в Археологическия институт на Словашката академия на науките в град Нитра на тема „Енеолитната керамика от Тракия и Североизточна България“. Неин научен ръководител е Антонин Точик. Същата година получава докторска степен от Университета „Коменски“ - Братислава. През 1967 година, след спечелване на конкурс, работи в Археологическия институт при Българската академия на науките. Именно с този институт неразривно е свързана и нейната научна дейност. 
През 1978 година защитава хабилитационен труд на тема „Каменномедната епоха в България“ и получава титлата „доктор на историческите науки“. Става старши научен сътрудник I степен в Археологическия институт. През периода 1977 – 1979 година е научен секретар на Центъра по история към БАН. От 1978 година е член-кореспондент на Германския археологически институт в Берлин. Основателка е на Проблемната група по интердисциплинарни изследвания към Археологическия институт, по-късно Секция за интердисциплинарни изследвания към НАИМ-БАН. През периода 1978 – 1990 година е неин ръководител. От 1989 до 1993 година е заместник-директор на Археологическия институт от екипа на проф. Велизар Велков. От 1982 до 1994 година е член на Научния съвет на Археологическия институт. През периода 1982 – 2000 и 2004 – 2010 година е член на Специализирания съвет по стара история, археология и етнография при Висшата атестационна комисия. От 1984 до 1994 година е член на Историческата комисия към Висшата атестационна комисия. През 2004 година е избрана за член-кореспондент на БАН, а през 2007 година — за задграничен член на престижната немска Общество за науки „Лайбниц“ в Берлин.
Хенриета Тодорова умира на 12 април 2015 година, на 82 години в град София. Последното сбогуване с нея се провежда в църквата „Света Неделя“. На службата присъстват много нейни колеги и приятели от страната и чужбина. Съгласно последната ѝ воля, тялото ѝ е кремирано и част от праха ѝ е разпръсната в Дуранкулашкото езеро. Урна с другата част е положена в саркофаг — в семейния гроб в Централните софийски гробища.

## Научна дейност
Хенриета Тодорова е авторка на 18 монографии, над 150 студии, статии, съобщения и рецензии, публикувани в България и в чужбина. Публикува на български, английски, френски, немски, италиански, руски и словашки. Публикува с имената: Хенриета Вайсова (Henrieta Vajsová), Хенриета Тодорова-Симеонова (Henrieta Todorova-Simeonova) и Хенриета Тодорова (Henrieta Todorova). Трудовете и са рецензирани в най-реномираните специализирани издания. Нейните научни интереси обхващат: Новокаменната епоха (неолит), Каменно-медната епоха (енеолит), Бронзовата епоха, Античността, Ранното средновековие, ранната металургия, климатичните промени и влиянието им върху живота на хората, праисторическите общества и трансформацията им като следствие от културни взаимоотношения и още много други. Откривателка е на много от праисторическите култури в България, като културите Усое, Сава, Овчарово, Поляница, Варна, културния комплекс Коджадермен-Гумелница-Караново VI (КГК VI) и други. Откривателка е на най-ранния монохромен неолит в Северна България и на Преходния период от енеолита към бронзовата епоха. Проучва и прави достояние на науката праисторията на Североизточна България и западното Черноморско крайбрежие. Характерно за научната работа на Хериета Тодорова е разглеждането на археологическите данни в един по-широк надрегионален аспект, с което ги превръща във важни исторически извори. Съществени са и приносите ѝ към проучването на най-ранната металургия на Балканите. Приживе приема резултатите от проучването на  Археологическия комплекс при село Дуранкулак като едно от най-съществените си научни постижения. 
Чете курсове от лекции в Софийския университет „Св. Климент Охридски“, Нов български университет и Великотърновския университет „Св. св. Кирил и Методий“. Изнася дузина публични лекции за популяризиране достиженията на Българската праистория в Берлин, Франкфурт, Кьолн, Хайделберг и в други градове в Германия. Била е гост-професор  в няколко университета: през 1988 година – в Бон (Германия); през 1990 година – в Хаджеттепе в Анкара (Турция); през 1999 – 2000 година – във Фрайберг (Германия) и през 2007 — 2008 година – в Хайделберг (Германия).
Хенриета Тодорова е участник в многобройни международни научни конгреси, симпозиуми и конференции. От 1979 до 1996 е член на ръководството на Международния научен форум “Проблеми на праисторията на Долнодунавския район”. Участва в 14 негови международни симпозиума: 2 в Словакия, 2 в Чехия, 2 в Унгария, 2 в Италия, 2 в Грузия, 2 в бивша Югославия и 2 в Гърция. Организатор е на три международни симпозиума по праистория в България: през 1978 година – Pulpudaeva Praehistoricus – в Пловдив, през 1988 година – Pontus Praehistoricus – в Добрич и през 2004 година – Strymon Praehistoricus – Кюстендил–Благоевград–Сяр–Амфиполис.
През периода 1984 – 1986 година участва в българо-германския проект „Садовец“ (проект на Баварската академия на науките). През 1993 – 1998 година участва в проект на институтите „Макс Планк“ в Майнц и Хайделберг за изследване на най-ранната металургия в България. През периода 1993 – 2007 година е ръководителка на българския екип участващ в гръцко-български проект „Промахон-Тополница“.
Хенриета Тодорова е главен редактор на многотомната научна поредица Durankulak – издание на Немския археологически институт в Берлин; членка на редколегията на „Сборник Добруджа“ от основаването му до 2002 година; съредактор на поредицата In the Steps of J.H. Gaul.

### Признание
- През 2003 година Хенриета Тодорова е обявена за почетен гражданин на град Добрич.
- През 2003 година в нейна чест е издаден сборник (брой 21 на списанието Сборник Добруджа, 2003).
- През 2007 година Националният археологически институт с музей към БАН издава още един сборник в нейна чест – PRAE: In honorem Henrieta Todorova. [11]
- През 2016 година колеги и приятели от Румъния ѝ посвещават сборника (In Memory of Henrieta Todorova) с научни статии на тема Between Earth And Heaven Symbols And Sygns. ISBN 978-606-8698-10-6.[12]

### Теренни археологически проучвания
- През периода 1967 – 1970 година проучва селищната могила Голямо Делчево, Варненско (публикувано монографично); [13]
- През 1969  –  1970 година проучва енеолитният некропол при град Девня, Варненско (публикувано);
- През периода 1971 – 1976 година с прекъсвания проучва къснонеолитното селище Усое, Варненско (публикувано в статии и предварителни съобщения);
- През периода 1971 – 1973 година проучва селищната могила Овчарово, Търговищко (публикувано монографично)[14];
- През периода 1973 – 1974 година проучва селищната могила Поляница, Търговищко (публикувани са плановете на селището);
- През 1974 година частично проучва неолитното селище при град Шабла, Добричко (публикувано от П. Георгиева и В. Славчев);
- През периода 1974 – 2004 година е ръководителка на мащабните проучвания на Археологическия комплекс при село Дуранкулак, Добричко. Камплексът се състои от: Средновековно селище и некропол (публикувано монографично в три поредни тома на подедицата Дуранкулак: средновековното селище и некропол (публикувано в Дуранкулак т. I“, София 1989); Праисторически некропол с над 1200 погребения от неолита, енеолита и прото-бронзовата епохи (публикувано в „Durankulak Bd. II, Teile 1 und 2“, Sofia 2002 и Durankulak Bd. III издания на Deutsches Archäologisches Institut (DAI) – Berlin; Елинистически пещерен храм на богинята Кибела, антични структури, погребения и други (публикувано в Durankulak Bd. III, Berlin 2016, издание на Deutsches Archäologisches Institut (DAI) – Berlin). Къснобронзовото селище, Енеолитна селищна могила на „Големия остров”, неолитни землянки и други са публикувани многобройни статии и студии.
- През 1975 година проучва енеолитния некропол Поляница, Търговищко;
- През 1975 година проучва пещерата Оногур, Добричко (сондажи);
- През 1976 година проучва раннононеолитното селище Поляница – платото, Търговищко (селище от най-ранния – Монохромен неолит в Северна България, публикувано в няколко статии);
- През 1978 година проучва височинното селище Джугера, Врачанско;
- През 1979 година прави предварителни проучвания на Големаново кале при Садовец, Плевенско (публикувано);
- През 1979 година проучва височинното селище от Преходния период Галатин, Врачанско (публикувано от П. Георгиева);
- През 1983 година прави няколко сондажа на енеолитното и раннобронзово селище Негованци, Пернишко (публикувано от П. Георгиева);[15]
- През 1987 година проучва Пещера с пещерни рисунки при село Байлово, Софийско [16] (публикувано от Т. Стойчев);
- През 1988 година проучва сграда от периода на култура Винча D в кв. „Подуене“, гр. София, среден енеолит (публикувано);
- През периода 1981 – 1988 година е ръководител на археологическите проучвания на къснонеолитното селище Тополница, Благоевградско. През 1992 — 2002 година тези проучвания продължават като гръцко-български проект „Промахон–Тополница“ , където е ръководител на българския екип (публикувано в редица предварителни съобщения, статии и студии);
- През периода 2005 – 2007 година е научен консултант на археологическите разкопки на неолитното селище край Оходен, Врачанско.

## Публикации за проф. Хенриета Тодорова
- Vajsova-Simeonova, Henrieta. — In: Jan Filip (Ed.). Encyclopedic Manual for Prehistoric and Early Historic Europe II, Prag 1968, стр. 1562.
- Todorova, Henrieta (Simeonova) — In: J. Filip and J. Harlan (Ed’s.). Encyclopedic Manual for Prehistoric and Early Historic Europe III — adenda, Prag 1998, стр. 386.
- Тодорова-Вайсова, Хенриета. — In: Петър Чолов (Ed.). Български историци: Биографично-библиографски справочник. София 1981, стр. 386.
- Васил Николов. Юбилей на проф. д.и.н. Хенриета Тодорова. — Археология 44/1, 2003, стр. 67—68.
- R. Krauß, Henrieta Todorova 1933-2015. Über die Liebe zur deutschen Sprache und zur Archäologie. Praehistorische Zeitschrift 91, 2016, 220-224.